# Kriegerdenkmal Kleineichstädt

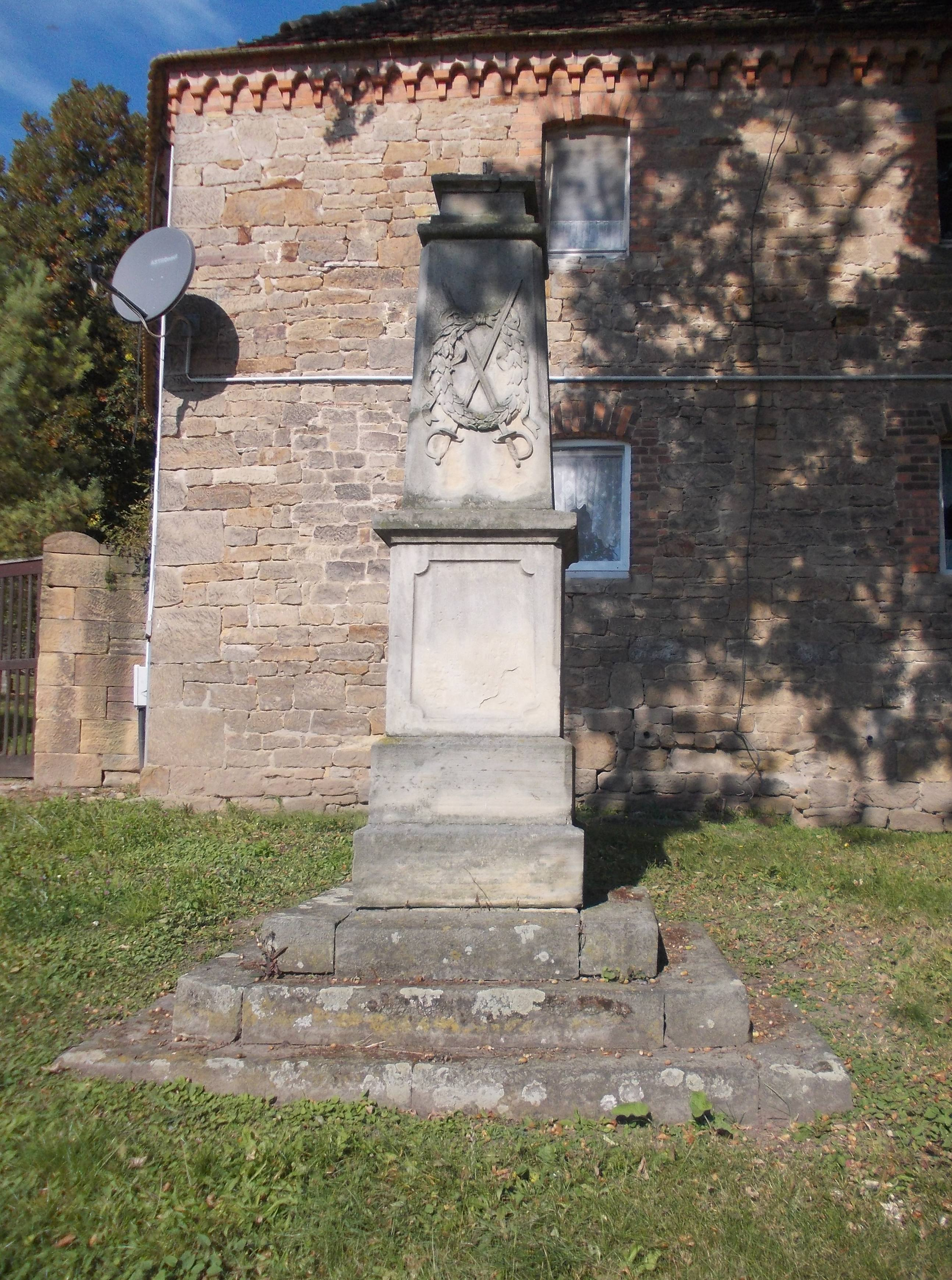
Kriegerdenkmal in Kleineichstädt

Das Kriegerdenkmal Kleineichstädt ist ein denkmalgeschütztes Kriegerdenkmal in der Ortschaft Kleineichstädt des Ortsteils Grockstädt der Stadt Querfurt in Sachsen-Anhalt. Im örtlichen Denkmalverzeichnis ist das Kriegerdenkmal unter der Erfassungsnummer 094 21117 als Baudenkmal verzeichnet.
Das Kriegerdenkmal in Kleineichstädt befindet sich auf einen kleinen Platz am Osteingang des Friedhofs an der Kreuzung der Straßen Straße des Friedens und Schmoner Straße, südöstlich der Kirche von Kleineichstädt. Bei dem Kriegerdenkmal handelt es sich um eine Stele, mit einem Relief von sich kreuzenden Schwertern und einem Siegeskranz. Die Stele wurde vermutlich früher von etwas gekrönt. Eine Vorrichtung dafür ist oben auf der Stele noch erkennbar. Das Kriegerdenkmal wurde zur Erinnerung der Gefallenen des Deutsch-Dänischen Kriegs von 1864, des Deutschen Kriegs von 1866 und des Deutsch-Französischen Kriegs von 1870/71 aufgestellt.
Auf dem Kirchhof befindet sich das Kriegerdenkmal für die Gefallenen des Ersten Weltkriegs.